# Stéphane Richard
Pour les articles homonymes, voir Richard et Stéphane Richard (homonymie).
Stéphane Richard, né le 24 août 1961 à Caudéran (Gironde), est un haut fonctionnaire et dirigeant d'entreprise publique français. Il est, jusqu'en janvier 2022, président-directeur général (PDG) d'Orange et président de la GSMA.
Directeur de cabinet des ministres de l'Économie Jean-Louis Borloo et Christine Lagarde, entre 2007 et 2009, il rejoint le 1er septembre 2009 la direction à l'international de France Télécom, puis est nommé le 5 octobre 2009 à la tête des opérations France en remplacement de Louis-Pierre Wenès. Il en est le directeur général depuis le 1er mars 2010 et PDG depuis le 24 février 2011. Il annonce sa démission en novembre 2021 à la suite de sa condamnation dans l’affaire Tapie - Crédit lyonnais.

## Origines et formation
Fils d'un ingénieur des mines, Stéphane Richard est diplômé d'HEC Paris (promotion 1983) et ancien élève de l'École nationale d'administration (ENA) (promotion Fernand Braudel), dont il sort classé 5e, ce qui lui permet de devenir inspecteur des Finances.
Il est le frère de la femme politique Sylvie Brunet, élue députée européenne pour le MoDem en 2019.

## Carrière
D'abord inspecteur des finances, Stéphane Richard intègre en 1991 le cabinet du ministre délégué à l'Industrie et au Commerce extérieur, Dominique Strauss-Kahn, comme conseiller technique, puis est embauché en 1992 par Jean-Marie Messier en tant que chargé de mission à la Compagnie générale des eaux. Il lui confie le redressement du pôle immobilier de la Générale des eaux comme administrateur et directeur général de la Compagnie immobilière Phénix en 1994. Il fonde l'année suivante à partir de cette société la Compagnie générale d'immobilier et de services qui devient Nexity, occupant d'abord les mêmes fonctions jusqu'en 1997, puis celle de président du conseil de surveillance depuis 2003.
En 1997, Stéphane Richard est nommé directeur adjoint de la Compagnie générale des eaux jusqu'en 2000. À partir de 2003, il est numéro quatre de Veolia, en tant que directeur général adjoint de Veolia Environnement et de Connex devenu Veolia Transport.
En 2007, Stéphane Richard est appelé par Jean-Louis Borloo, ministre de l'Économie, des Finances et de l'Emploi, comme directeur de cabinet, il est reconduit à la même fonction par Christine Lagarde (successeur de Jean-Louis Borloo à ce ministère).
Stéphane Richard siège également aux conseils d’administration de France Télécom et d'UGC.
Le 1er septembre 2009, Stéphane Richard est directeur à l'international du groupe France Télécom. Selon la presse économique, il doit devenir directeur général délégué au 1er janvier suivant avant de remplacer le PDG, Didier Lombard en mai 2011. Mais, alors que l'entreprise est secouée par un profond malaise de ses salariés, médiatisé par plusieurs suicides, il en devient le directeur général adjoint chargé des opérations France dès le 5 octobre 2009, le directeur général le 1er mars 2010 et le président-directeur général depuis le 24 février 2011.
Décrit par Challenges comme le « pur produit de l'excellence à la française », un « tout terrain, privé et public », Stéphane Richard est, pour le journaliste économique Erwan Seznec, « emblématique d'une génération de hauts fonctionnaires, en passe de reléguer au rang d'anecdotes les problèmes déontologiques posés par le pantouflage à l'ancienne. Chez lui, le conflit d'intérêts n'est plus un risque à éviter, mais le moteur d'une carrière construite à la charnière du public et du privé ». Le magazine Causeur est beaucoup moins laudateur le décrivant comme l'« incarnation du grand patron français alternant le service dans la haute fonction publique et les pantouflages dans le monde des affaires ».
En juin 2015, pour satisfaire des pressions de la part de l'Égypte, il se dit prêt à se désengager de la société israélienne Partner implantée dans les colonies de Cisjordanie et ainsi du marché israélien suscitant de ce fait des mécontentements et un « tollé diplomatique » avec Israël. Il se déclare peu de temps après personnellement opposé à toute forme de boycott contre Israël,.
Le 20 février 2018, le conseil d'administration vote en faveur du renouvellement de Stéphane Richard à la tête d'Orange. Pour être effective cette nomination devra être approuvée par l'assemblée générale le 4 mai.
Le 1er janvier 2019, Stéphane Richard prend également la présidence de la GSMA, alliance regroupant les plus grands opérateurs télécoms mobiles.
Par arrêté du ministre délégué auprès du ministre de la transition écologique et de la cohésion des territoires, chargé des transports, et du secrétaire d'État auprès de la Première ministre, chargé de la mer, en date du 8 novembre 2022, Stéphane Richard est nommé membre du conseil de surveillance du grand port maritime de Marseille.
En 2023, il rejoint la branche française de la banque d'investissement américaine Perella Weinberg.
Le 23 octobre 2024, il devient président du conseil d’administration du théâtre national de l’Opéra-Comique.

## Politique
Hormis ses fonctions au sein de cabinets ministériels, Stéphane Richard longe le champ de la politique. Élu conseiller municipal de Bandol sur une liste centre gauche entre 1989 et 1995, il est sur la liste UMP du maire sortant de la même localité aux élections municipales de 2008,, sans succès.
Stéphane Richard s'est exprimé contre le Front national notamment à l'occasion des élections régionales françaises de 2015. Il propose alors que les dix premières fortunes françaises « créent ensemble un fonds de 1 milliard d’euros pour financer les projets des jeunes, de la déradicalisation, des campagnes anti-FN »,.
En septembre 2021, il indique être prêt à lâcher la direction générale d'Orange mais souhaite demeurer président du groupe alors que son mandat s'achève courant 2022.

### Affaire «Tapie-Crédit lyonnais»
Stéphane Richard, ex-directeur de cabinet de Christine Lagarde, est convoqué le 10 juin 2013 devant la Cour de justice de la République (CJR) dans le cadre de l'arbitrage rendu en 2008, favorable à Bernard Tapie, qui avait touché 403 millions d'euros dans l'affaire l'opposant au Crédit lyonnais sur la vente d'Adidas. Il met en cause Jean-François Rocchi, président du Consortium de réalisation au moment de l'arbitrage. Le 10 juin 2013, il est placé en garde à vue et est mis en examen pour escroquerie en bande organisée en même temps que Jean-François Rocchi (démissionnaire de son poste de président du BRGM le 13 juin 2013).
Il est à nouveau mis en examen en mai 2015 dans la même affaire pour chef de « complicité de détournement de fonds publics par une personne privée ».
Le 25 juillet 2018, il est cité en justice par l'État qui décide d’assigner plusieurs protagonistes de l’affaire Tapie devant le tribunal de grande instance de Paris pour qu’ils soient jugés civilement responsables, au même titre que Bernard Tapie lui-même, du préjudice subi par les finances publiques à la suite de l’arbitrage frauduleux, et qu’ils soient donc condamnés, toujours solidairement avec Bernard Tapie, au remboursement des sommes en jeu dans l’arbitrage.
Il est relaxé le 9 juillet 2019, puis condamné en appel le 24 novembre 2021 à un an de prison avec sursis et 50 000 euros d’amende pour complicité de détournement de fonds publics. Selon l'arrêt de la cour d'appel, Stéphane Richard a agi dans ce dossier en défense des intérêts de Bernard Tapie, plutôt que de ceux de l’Etat, et avait « la parfaite conscience (…) du caractère anormal de ses actes ». À la suite de cette condamnation, Orange annonce avoir accepté le départ de son président-directeur général Stéphane Richard, qui quittera son poste fin janvier 2022 au plus tard.
En juin 2023, la Cour de cassation ordonne la tenue d'un nouveau procès pour Stéphane Richard et Jean-François Rocchi. L'avocat général estime qu'ils ne peuvent pas être condamnés, car la cour d'appel a reconnu qu'ils  « ignoraient le caractère frauduleux de l'arbitrage ».
En juin 2025, à l'issue du troisième procès, les magistats suivent l'avis de l'avocat général puisqu'ils requalifient l’infraction reprochée à Stéphane Richard en négligence. Il est finalement condamné à six mois de prison avec sursis et à 15 000 d'amende. 

## Fortune
Stéphane Richard a fait fortune en vendant, dans le cadre d'une opération de leveraged buy-out ses parts dans Nexity. Son investissement initial de 600 000 euros lui a rapporté vingt millions d'euros. Sa fortune en 2009 est estimée à trente-cinq millions d'euros et il est de ce fait assujetti à l'ISF.
Stéphane Richard a fait l'objet le 12 octobre 2007 d'un redressement fiscal de 660 000 euros sur ses revenus de 2000, 2001, 2002, et 2003, montant comprenant « une pénalité de mauvaise foi d'un montant de 5 % ».

### Revenus
Stéphane Richard a touché 1 520 241 euros en 2011 en tant que directeur général de France Télécom. En avril 2013, il se déclare prêt à baisser son salaire d'un tiers pour que France Télécom échappe à la taxe de 75 % sur les revenus supérieurs à un million d'euros.

## Publications
- Numériques, Grasset et Fasquelle, 2014
- Human Web, éd. Débats publics, 2018

## Distinctions
- Premier prix de piano au conservatoire de Marseille[40]
- Officier de la Légion d'honneur (29/12/2023)[41], chevalier (23 octobre 2006)[36]
- Officier de l'ordre national du Mérite (2011)[42], chevalier (2003)